# Bertran de Born
Bertran de Born (castillo de Born, Salagnac, Périgord, 1140-Dalón, Dordoña, 1215) fue un soldado occitano y trovador.

## Biografía

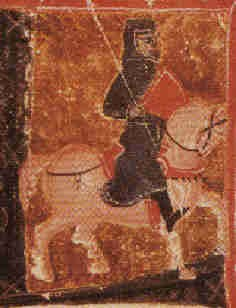
Retrato de Bertran de Born en un manuscrito de canciones de trovador in la Bibliothèque Nationale Française (MS cod. fr. 12473).

Fue vizconde de Hautefort. Poseía castillos entre Limosín y Périgord. Luchó con su hermano Constantino por la posesión única de la herencia familiar. También tuvo problemas con el rey Enrique II de Inglaterra y con sus hijos. Dante le describe en el infierno con su cabeza entre las manos como castigo. Bertran acabó sus días en el monasterio de la abadía de Dalón.
Empezó por expulsar a su hermano Constantino del importante castillo cercano de Autafort, cuyo señorío había pasado a compartir. Luego se puso a guerrear contra Enrique II Plantagenet, rey de Inglaterra, empujando a la rebelión, junto con los barones aquitanos y potevinos, al hijo mayor del rey, Enrique el Joven, envidioso de su hermano menor Ricardo Corazón de León, convertido efectivamente en duque de Aquitania y conde de Poitou.
Después de la muerte del «Joven Rey», que le inspiró un planto (elegía) cuya belleza formal nos conmueve todavía hoy, se reconcilió con Enrique II y con Ricardo.

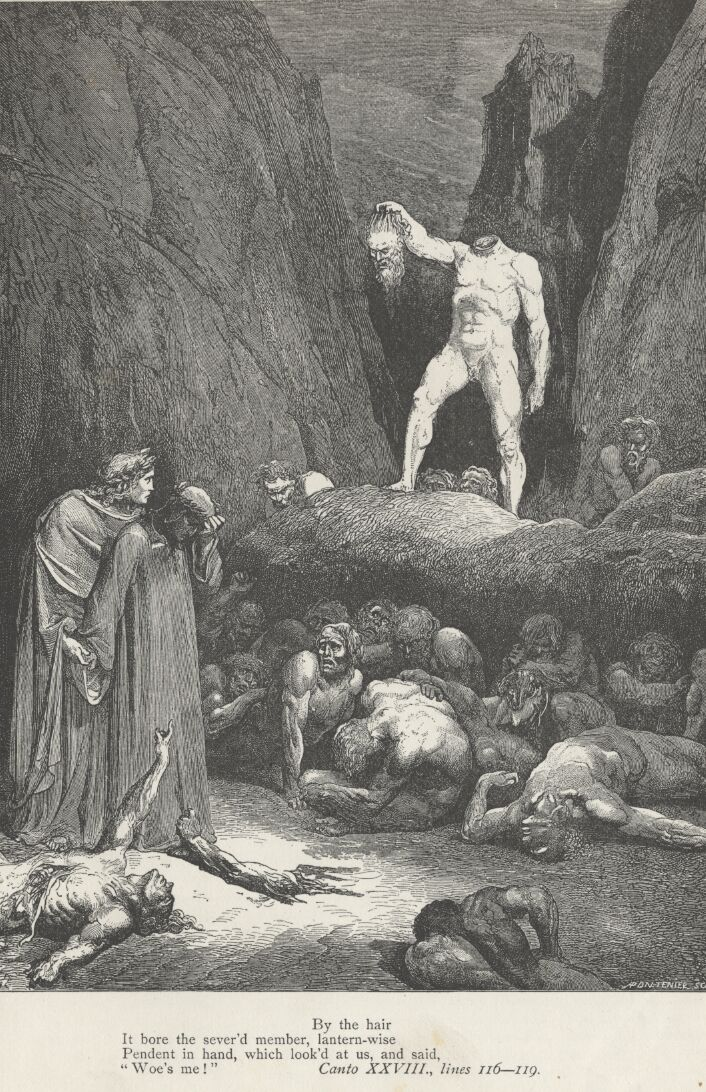
En el Infierno de Dante Bertran de Born es uno de los pocos personajes que explica por sí solo el propio contrapaso: ya que él sembró discordia dividiendo un padre de su hijo, ahora su cuerpo está dividido en dos pedazos (ilustración de Gustave Doré).

Bertrán de Born era el tipo perfecto de barón feudal, que no piensa más que en aventuras y batallas, no por patriotismo, sino por necesidades económicas y venganza personal. Era el cantor apasionado de la guerra, y sus serventesios políticos, que narran las desgracias de sus protectores, los Plantagenet, lo colocan entre los más grandes poetas de su género. Sin embargo, la mayor parte de su obra son canciones de amor y, conforme al estilo trovadoresco, ensalza la belleza de su amada. Esto, junto con su seducción intelectual, le produce un joi (gozo), inigualable a cualquier bien terrenal: 

Al gen parlar qe·m fetz et al bel ris,

Quan vi las denz de cristau

E·l cors graile, delgat e fresc e lis,

Trop ben estan en bliau,

E la colors fo fresca e rosana,

Retinc mon cor dinz sa clau.

Mais aic de joi que qi·m des Corrozana,

Car a son grat m'en esgau.
Con el gentil hablar que me dedicó y la bella sonrisa,

cuando vi sus dientes de cristal

y su cuerpo grácil, esbelto y fresco y terso,

tan oportuno en el brial,

y el color era fresco y rosado,

retuvo mi corazón bajo su llave.

Tuve más gozo que si alguien me hubiera dado Corrozana,

porque me hace feliz.
Bertran de Born, «Ges de disnar no·n fora oi mais maitis» (versos 33-40), BdT 80, 19.

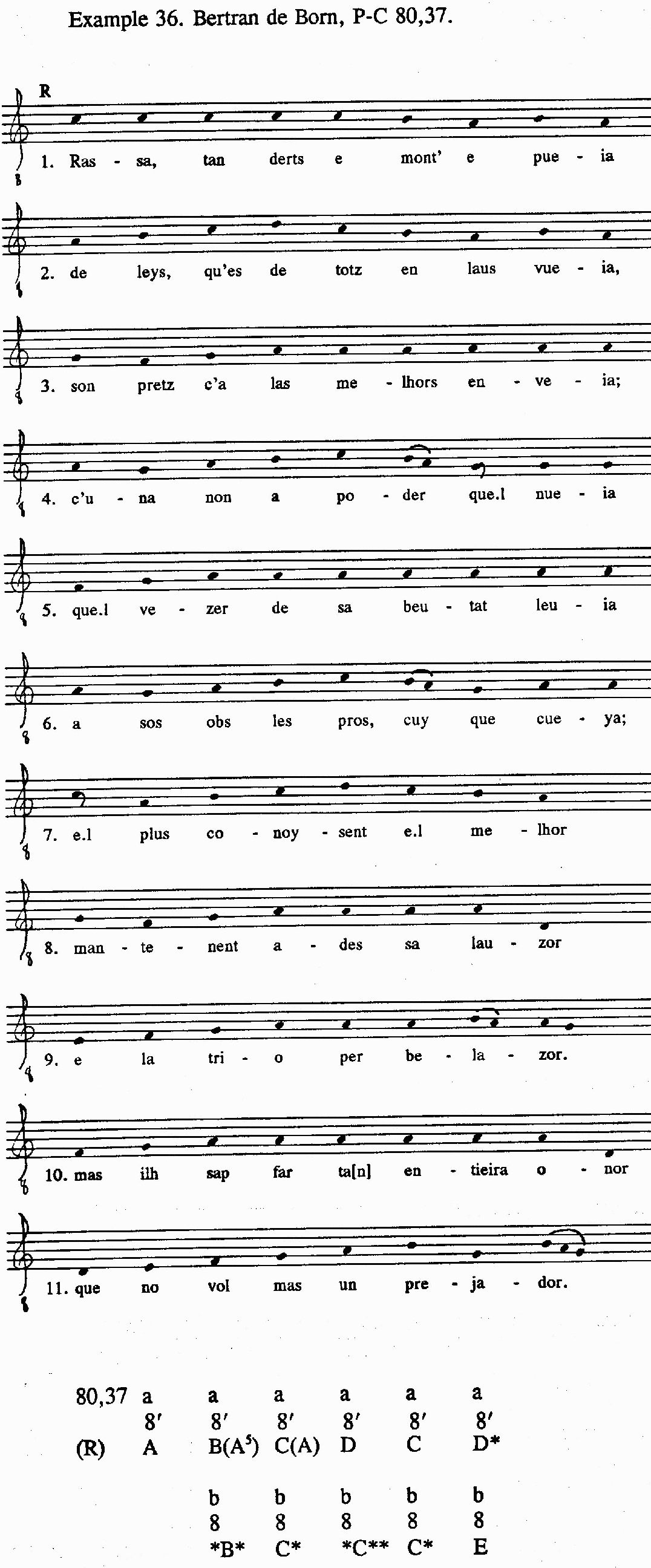
Partitura de una de sus composiciones.

Se conservan 47 composiciones de Bertran de Born, fechadas entre 1181 y 1196, lo cual le convierte en uno de los trovadores más prolíficos de la época. Sólo una cuenta con su correspondiente notación musical.
Como el sensible Bernart de Ventadorn, este condotiero menesteroso y sin escrúpulos se hizo monje en el monasterio de Dalón, donde murió poco antes de 1215, dentro de la orden del Císter. 
Dante lo citó en la Divina comedia, en el noveno foso del octavo círculo, con los sembradores de discordias (canto XXVIII del Infierno), en el contrapaso.

E perché tu di me novella porti,

sappi ch'i' son Bertram dal Bornio, quelli

che diedi al re giovane i ma' conforti.

Io feci il padre e 'l figlio in sé ribelli:

Achitofèl non fé più d'Absalone

e di Davìd coi malvagi punzelli.

Perch' io parti' così giunte persone,

partito porto il mio cerebro, lasso!,

dal suo principio ch'è in questo troncone.

Così s'osserva in me lo contrapasso.
Y para que tú de mis noticias lleves,

sabe que soy Bertrán de Born, aquel

que dio al joven rey malos consejos.

Yo hice al padre y al hijo entre sí rebeldes;

no hizo más Ajitófel a Absalón

y a David con sus perversas sugerencias.

Porque separé a tan unidas personas,

separado llevo mi cerebro, ¡desgraciado!,

de su principio que está en este tronco.

Así se cumple en mí el contrapaso.
Infierno, canto XXVIII, versos 136-142.

También fue elogiado por Petrarca, quien llegó a imitarlo en alguna canción. Posteriormente, fue reconocido como uno de sus poetas favoritos por T. S. Eliot y Ezra Pound.
Bertran de Born es citado en el libro Invisible de Paul Auster quien, como Dante, sitúa al poeta en el Infierno.